# Trevor Fitzroy
Trevor Fitzroy es un supervillano ficticio que aparece en los cómics estadounidenses publicados por Marvel Comics. El personaje suele ser representado como un enemigo de los X-Men, en particular de Bishop. Creado por Jim Lee y Whilce Portacio, apareció por primera vez en The Uncanny X-Men #281 (octubre de 1991).
Fitzroy proviene del mismo futuro distópico que Bishop. Un criminal mutante, posee la capacidad de absorber energía de los seres humanos y usar esa energía para abrir portales del tiempo, que es como Bishop viajó hasta el presente. Desde entonces, ha aparecido como el principal adversario en la serie protagonizada por Bishop.

## Biografía ficticia

### El futuro
Trevor Fitzroy se reveló que era el hijo ilegítimo de Anthony Shaw, el futuro Rey Negro del Club Fuego Infernal, en un futuro distópico. Se unió a la Academia de Enforcers de Seguridad de Xavier (XSE) y tuvo una relación romántica con Shard. Sin embargo, las tendencias criminales de Fitzroy salieron a la luz, lo que provocó su expulsión de la Academia. Al principio, su influyente padre intentó protegerlo, pero cuando Fitzroy fue detenido por asesinato, su padre ya no pudo protegerlo. Bishop, hermano de Shard y oficial de XSE, capturó y arrestó a Fitzroy.
Inicialmente, Fitzroy creía que poseía la capacidad de teletransportarse. Sin embargo, una facción clandestina de agentes XSE llamada Xavier's Underground Enforcers (XUE) descubrió su verdadero poder: la capacidad de viajar en el tiempo. El XUE reclutó a Shard y orquestó la liberación de Fitzroy, con la intención de explotar sus habilidades temporales para alterar el pasado y crear un futuro mejor. Sin embargo, Shard, reconociendo el peligro inherente de Fitzroy, intervino y frustró su plan, lo que resultó en el regreso de Fitzroy a prisión.

### Los Upstarts
De la prisión, Fitzroy escapó hasta el presente con su secuaz mutante Bantam. Allí, se involucró con un grupo conocido como Upstarts, una competencia creada por Selene para eliminar a sus rivales dentro del Club Fuego Infernal. Liderados por el Gamemaster, los Advenedizos tuvieron que matar a otros mutantes para recibir puntos. El Upstart con más puntos ganaría el premio: el control sobre el Club Fuego Infernal y los demás competidores. Para participar en la competencia, había que matar a un miembro del Círculo Interno del Club Fuego Infernal (aunque los miembros posteriores no tuvieron que hacerlo). Como parte de este "juego", Fitzroy desató Centinelas contra los  Reavers y su líder Donald Pierce. Todos murieron excepto Pierce, quien escapó y llegó al Club Fuego Infernal, seguido por los Centinelas. Los Centinelas mataron a Pierce (luego reconstruido) y luego mataron a la mayoría de los Hellions, pusieron a su líder, Emma Frost, en coma y aparentemente mataron a Jean Grey (quien en realidad había cambiado de opinión con Frost). Los X-Men, que habían estado negociando con Frost, lucharon contra Fitzroy. Fitzroy se vio obligado a abrir un gran portal en el tiempo, permitiendo a los prisioneros de su época escapar al presente. Los prisioneros atacaron a los X-Men, pero se detuvieron cuando tres figuras atravesaron el portal: Bishop y sus compañeros agentes de XSE Randall y Malcolm. Ellos fueron tras Fitzroy y finalmente mataron a los criminales fugitivos. Sin embargo, Malcolm y Randall fueron asesinados y Bishop permaneció en el presente, uniéndose a los X-Men.
Fitzroy se volvió contra Selene y la capturó, aunque luego logró escapar. También trajo a Siena Blaze para competir en la competencia Upstart. Fitzroy se enfrentó a los X-Men por segunda vez cuando intentó matar a Forja, pero logró escapar nuevamente. Cuando el Gamesmaster declaró que el nuevo objetivo de la competencia Upstart serían los exmiembros de los Nuevos Mutantes y Hellions, Fitzroy atacó a X-Force, exigiendo que entregaran a Rictor y Warpath. En la confrontación que siguió, Cable, líder de X-Force, engañó a Fitzroy disfrazando su brazo tecno-orgánico como totalmente orgánico; Cuando Fitzroy intentó absorber su energía vital a través del brazo, sus poderes fracasaron y en su lugar utilizó su propia energía vital para abrir un portal, aparentemente matándolo.

### Después de los Upstarts
Se desconoce cómo sobrevivió, pero Fitzroy finalmente reapareció bajo la esclavitud de Selene como la Torre Blanca del Club Fuego Infernal. Durante este tiempo coopera con Pierce y Shaw, a pesar de sus intentos anteriores de matarlos. Deja el Club y viaja de regreso a un futuro alternativo (Tierra-9910), ahora llamándose a sí mismo Chronomancer. Él toma el control de esta nueva línea de tiempo, pero Bishop llega y lucha contra Fitzroy, y finalmente lo mata.

### X-Factor
Aparece una versión más joven que participa en la Rebelión Summers. Aquí se demuestra que es un buen tipo. Después de que Cortex lo mata durante una pelea, Layla Miller lo resucita físicamente pero no puede revivirlo con alma, estableciendo el punto en el que se convierte en villano.

### Regreso de los Upstarts
En circunstancias desconocidas, Fitzroy reapareció vivo en la Tierra y una vez más como miembro del grupo mutante Upstarts. Ayudó a matar a los Nasty Boys para atraer a Cíclope y su heterogéneo equipo de X-Men a Washington Heights. Después de un breve momento de palabras, los dos grupos se enfrentaron en batalla. Fitzroy comenzó a drenar las energías vitales de los engañados de Hombre Múltiple, pero fue tomado con la guardia baja por Havok y disparó una ráfaga de conmoción cerebral a Fitzroy que lo hizo perder el equilibrio. Muy pronto se sintió abrumado porque los superaban en número. Fitzroy huyó de la escena con Fabian Cortez y Siena Blaze dejando a Shinobi como chivo expiatorio. Más tarde se mencionó que Fitzroy fue posteriormente detenido y asesinado por O*N*E.

## Poderes y habilidades
Fitzroy posee la capacidad mutante de drenar la fuerza vital de los seres vivos mediante contacto físico. Con estas energías, Fitzroy puede crear portales que pueden teletransportar a quienes los atraviesan a través del tiempo y el espacio; sin embargo, los portales son unidireccionales, intentar pasar por el camino equivocado provoca que el viajero tenga su cuerpo fatal y terriblemente deformado. A menudo dependía del mutante Bantam para dirigir y catalogar los portales del tiempo que creaba y confirmar cuándo debían expirar, sin tener la capacidad de hacerlo él mismo.
Fitzroy también puede usar la fuerza vital convertida que drena para infundir a los muertos que esencialmente los resucita; sin embargo, debido a su naturaleza, es una habilidad que rara vez usa.
En sus primeras apariciones, Fitzroy usa una armadura de batalla futurista que aumenta su fuerza y lo protege de sus oponentes. Esta armadura de batalla fue destruida por los X-Men y una segunda armadura fue destruida por X-Force.
Fitzroy también tenía varios Centinelas que obedecían sus órdenes. Estos Centinelas eran más pequeños que los del siglo XX, pero tenían la capacidad de repararse a sí mismos utilizando material en sus alrededores.

## Otras versiones

### X-Men '92
Fitzroy aparece en el segundo volumen de X-Men '92. Como en su encarnación original, es miembro de los Advenedizos y proviene de la futura línea de tiempo de Bishop. Curiosamente su criado Bantam no aparece, ni se hace mención alguna de él. Después de que la amenaza de Alpha Red (un progenitor de Omega Rojo liberado por sus compañeros advenedizos Andrea y Andreas Strucker) es derrotada, él y Shinobi Shaw se embarcan en un largo crucero de placer, solo para alistarse en una confederación de villanos liderada por Apocalipsis para enfrentarse al villano principal del título, X-odus el Celestial Olvidado. Fitzroy aparece por última vez junto a sus compañeros Upstarts, siendo amenazado con humor por Deadpool, miembro de X-Force, por su papel en eventos anteriores.

## En otros medios

### Televisión
Fitzroy fue una estrella invitada en el episodio de dos partes "One Man's Worth" de los episodios de la serie animada X-Men de mediados de los 90. Fitzroy, conocido como "el traidor mutante", bajo las órdenes de Master Mold, viaja en el tiempo hasta 1959 para asesinar a Charles Xavier, creando un futuro alternativo de "Días del futuro pasado" en el que los Centinelas gobiernan y la rebelión mutante nunca ocurrió. Se vuelve contra Master Mold después de que su yo futuro revela que Master Mold lo traiciona. En la caricatura, no mata a aquellos cuya energía absorbe, sino que los deja inconscientes durante unos días.

### Videojuegos
- Fitzroy fue uno de los jefes en X-Men: Gamesmaster's Legacy y X-Men: Mojo World.
- El también aparece como el jefe final de Wolverine: Adamantium Rage para Sega Genesis.

### Figuras de acción
- Una figura de acción de Trevor Fitzroy fue producida por Toy Biz en 1994 como parte de la cuarta ola de X-Men. Estaba empaquetado con 4 piezas de armadura de batalla de cristal a presión.